# Серотоніновий транспортер

Серотонін

Серотоніновий транспортер (SERT або 5-HTT), також відомий як натрій-залежний переносник серотоніну, або SLC6A4 (англ. solute carrier family 6 member 4), що кодується однойменним геном. SERT є одним із видів білків-переносників моноамінів, що транспортує серотонін з синаптичної щілини в пресинаптичний нейрон.
Це зворотнє захоплення серотоніну SERTом є механізмом його дезактивації та дозволяє повторно використовувати його в наступній синаптичній передачі й здійснюється натрій-залежним способом. Цей білок є мішенню для багатьох антидепресантів, таких як SSRI (англ. selective serotonin reuptake inhibitor) та трициклічних антидепресантів. Він належить до родини натрій-нейромедіаторних симпортерів (англ. sodium:neurotransmitter symporter family). Поліморфний варіант гену, що кодує цей білок, має довшу послідовність нуклеотидів (за рахунок повторів) зі сторони промоторної ділянки і таким чином збільшує швидкість зворотнього захоплення серотоніну, що може відігравати роль в синдромі раптової дитячої смерті, агресивній поведінці в пацієнтів з хворобою Альцгеймера, посттравматичному стресовому розладі й чутливості до депресії у людей, що переживають емоційну травму.

## Функції
Медичні дослідження показали, що зміни в активності SERT, очевидно, пов'язані з багатьма різними явищами, а саме алкоголізмом, клінічною депресією, обсесивно-компульсивним розладом (ОКР), романтичним коханням, гіпертонією і соціофобією.
SERT також присутній в тромбоцитах; там, серотонін є речовиною, що виконує судинозвужувальну функцію. Ця речовина також служить як сигнальна молекула для індукування агрегації тромбоцитів.

## Генетика

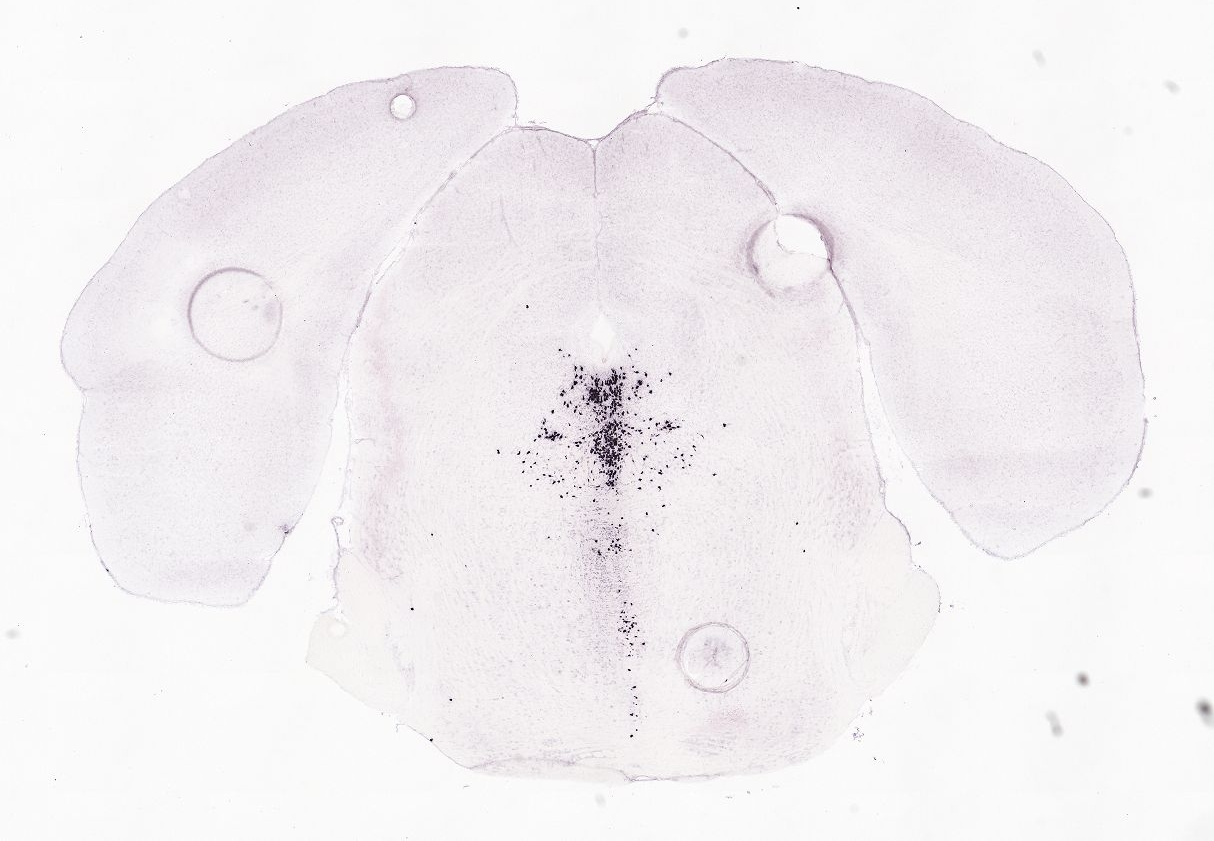
Slc6a4 експресується в медіальному і дорсальному ядрах шва середнього мозку на 56 постнатальний день миші. Allen Brain Atlases

Хромосома 17.

Ген, який кодує серотоніновий транспортер називається SLC6A4. У людини цей ген розташований на довгому плечі 17-ї хромосоми у позиції 17q11.1–q12.
Мутації, пов'язані з цим геном, можуть викликати зміни в функціонуванні серотонінового транспортеру, а експерименти з мишами виявили понад 50 різних змін в результаті генетичної мінливості. Цими фенотипічними змінами можуть, наприклад, бути підвищена тривожність і дисфункції кишечника. Деякі з генетичних варіацій людини, пов'язаних з цим геном є:
- варіювання довжини поліморфної області 5-HTTLPR (англ. 5-hydroxytryptamine-transporter-linked polymorphic region);
- rs25531 — однонуклеотидний поліморфізм в 5-HTTLPR;
- rs25532 — інший однонуклеотидний поліморфізм в 5-HTTLPR;
- STin2 — варіювання кількості тандемних повторів (VNTR) в 2-му функціональному інтроні;
- G56A на другому екзоні;
- I425V на дев'ятому екзоні.

### rs25532
rs25532 є однонуклеотидним поліморфізмом (C>T), що розташований поруч з 5-HTTLPR. Він розглядається, як асоційований з обсесивно-компульсивними розладами.

### I425V
I425V рідкісна мутація на дев'ятому екзоні. Дослідники виявили цей генетичний варіант в неспоріднених сімей з обсесивно-компульсивними розладами, і що він зумовлює неправильне функціонування і регулювання серотонінового транспортера. Другий варіант в тому ж гені деяких пацієнтів з цією мутацією передбачає генетичний «подвійний удар», що призводить до підвищення біохімічних ефектів і більш важких симптомів.

### Варіювання кількості тандемних повторів в STin2
Іншим некодуючим поліморфізмом є варіювання кількості тандемних повторів в другому інтроні (STin2). Веявлено три алелі з 9, 10 і 12 повторами. Мета-аналіз виявив, що алель з 12 тандемними повторами має деякі незначні (з співвідношенням ймовірностей 1,24), але статистично значущі кореляції з шизофренією. У 2008 році мета-аналіз не виявив істотної кореляції між варіюванням кількості тандемних повторів в другому інтроні гену SLC6A4 і аутизмом. Крім того, в 2003 мета-аналіз афективних розладів, клінічних депресій та біполярних рзладів виявив невеликі кореляції з варіюванням кількості тандемних повторів в STin2, але на результати мета-аналізу можуть мати значний вплив дані від одного окремого дослідження.
Згідно з дослідженнями російських науковців проведеними в 2008 р., цей поліморфізм виявляє кореляції з деякими рисами особистості. Носії алелю з 10 тандемними повторами, проходячи тестувння за особистісним опитувальником Айзенка, отримують низький бал нейротизму.

## Нейровізуалізація
Поширення серотонінового транспортера в головному мозку може бути візуалізована за допомогою за допомогою позитрон-емісійної томографії з використанням радіолігандів, що звуться DASB і DAPP, а перші дослідження людського мозку було зареєстровано в 2000 році. DASB і DAPP не є єдиними радіолігандами для SERT. Є безліч інших, найбільш популярними з яких, ймовірно, є радіоліганд β-CIT з ізотопом йоду-123, який використовується для сканування мозку з використанням однофотонної емісійної комп'ютерної томографії (SPECT). Радіоліганди були використані для дослідження питання, чи є такі змінні, як вік, стать або генотип асоційовані з зв'язуванням диференційованого серотонінового транспортера . Здорові суб'єкти, які мали високий бал невротизму — риса особистості в Revised NEO Personality Inventory — виявляли більше зв'язування SERT в таламусі.

## Нейровізуалізація та генетика
Дослідження серотонінового транспортеру поєднали методи нейровізуалізації і генетики, наприклад, дослідження з застосуванням воксельної морфометрії виявили менше сірої речовини в навколоколінній передній поясній корі і мигдалині для носіїв коротких аллелів з 5-HTTLPR поліморфізмом в порівнянні з носіями «long/long» генотипу.